# EC XV de Piracicaba
Esporte Clube XV de Novembro – brazylijski klub piłkarski z siedzibą w mieście Piracicaba leżącym w stanie São Paulo.

## Osiągnięcia
- Mistrz trzeciej ligi brazylijskiej (Campeonato Brasileiro Série C): 1995
- Mistrz drugiej ligi stanu São Paulo (Campeonato Paulista Série A2) (4): 1947, 1948, 1967, 1983
- Campeonato Paulista do Interior: 1931, 1932

## Historia
Począwszy od 1910 roku w Piracicaba były dwa liczące się kluby amatorskie - Vergueirense, którego właścicielem była rodzina Pousa, oraz 12 de Outubro będące własnością rodziny Guerrini. W październiku 1913 roku oba te kluby postanowiły połączyć się. Kapitan Carlos Wingeter z brazylijskiej straży narodowej (który był także dentystą), został pierwszym prezesem nowego klubu. Podjął się tej roli pod warunkiem, że klub otrzyma nazwę XV de Novembro dla upamiętnienia dnia proklamowania republiki brazylijskiej.
Ostatecznie 15 listopada 1913 roku utworzony został klub Esporte Clube XV de Novembro. W 1943 roku XV de Piracicaba wygrał drugą ligę stanową wyprzedziwszy jednym punktem klub Taubaté.
W roku 1977 klub pierwszy raz wystąpił w pierwszej lidze brazylijskiej (Campeonato Brasileiro Série A), w której zajął 22. miejsce, wyprzedzając przy tym takie kluby, jak SC Internacional, Fluminense FC i Athletico Paranaense.
W 1979 roku XV de Piracicaba drugi raz przystąpił do rozgrywek pierwszej ligi brazylijskiej, zajmując 13. miejsce przed takimi klubami jak Fluminense czy Botafogo.
W 1995 roku klub wygrał trzecią ligę brazylijską (Campeonato Brasileiro Série C), pokonując w finale klub Volta Redonda.

### Piłkarze w historii klubu
- Dadá Maravilha